# Щербуха Анатолій Якович
Щербуха Анатолій Якович (1935—2020) — український іхтіолог, автор кількох відомих академічних та науково-популярних видань щодо риб України, зокрема монографії в серії «Фауна України» (1982), науково-популярної книги «Риби наших водойм» (1981, 1987), довідника «Українська номенклатура іхтіофауни України» (2003) та атласу-визначника «Риби України» (2013).

## Біографічні деталі
Народився на Полтавщині, в селянській сім'ї у с. Омельник Кременчуцького району, 1 січня 1935 року. Планував стати педагогом, після середньої школи закінчив Гадяцьке педагогічне училище (1951-1955), після чого пішов на навчання до Полтави, де навчався у Полтавському педінституті ім. В. Г. Короленка, який закінчив 1960 року (навчання протягом 1955-1960 років). Судячи з найдавнішої праці 1959 р. (див. список публікацій), почав займатися зоологією, власне дослідженнями риб, ще у студентські роки. Перша наукова праця стосувалася іхтіофауни нижньої течії річки Псьол і опублікована у збірнику студентських наукових праць цього інституту.
Протягом 1961—1969 років працював у Інституті гідробіології АН УРСР, в групі П. Й. Павлова, під керівництвом якого захистив кандидатську дисертацію в 1965 році. В 1969 році іхтіологічну групу Петра Павлова було переведено до Інституту зоології АН УРСР, у відділ, що опікувався Зоологічним музеєм. Відтоді Анатолій Щербуха працював у цьому підрозділі, до виходу на пенсію у 2000-х (з 1996 року в складі Національного науково-природничого музею НАН України).
Щербуху згадано як колектора двостулкових молюсків Національного науково-природничого музею (збори 1994 року на Пслі): вид Colletopterum ponderosum Bourguignat,1880 та Amesoda rivicola (Lamarck, 1818) (Кременчуцький р-н, хутір Гуньки, р. Псел, 27.05.1994).
Пішов з життя 1 липня 2020 року, похований під Києвом, в с. Михайлівка-Рубежівка, де була його дача і де він проводив більшість часу після виходу на пенсію і де, врешті, була написана його остання книга.

## Наукові видання (монографії, довідники)
- Щербуха А. Я. Риби. Окунеподібні (окуневидні, губаньовидні, драконовидні, собачковидні, піщанковидні, ліровидні, скумбрієвидні). — Київ: Наукова думка, 1982, — 384 с. (Серія: Фауна України; В 40 томах; Том 8: Риби, випуск 4).
- Щербуха А. Я. Українська номенклатура іхтіофауни України [Архівовано 19 жовтня 2019 у Wayback Machine.]. За ред. Є. М. Писанця; Зоологічний музей ННПМ НАН України. — Київ: ННПМ, 2003. — 50 с.
- Мовчан Ю. В., Л. Г. Манило, А. И. Смирнов, А. Я. Щербуха. 2003. Круглоротые и рыбы / Зоомузей ННПМ НАН України. Киев, 1-241. (Каталог коллекций Зоологического музея ННПМ НАН Украины). ISBN 966-02-2471-0.
- Відновна іхтіоекологія. (Реабілітація аборигенної іхтіофауни природних водойм України): навч. посіб. / Гриб, Й. В.; Сондак, В. В.; Гончаренко, Н. І.; Куньчик, Т. М.; Новіцький, Р. О.; Щербуха, А. Я.; Волкошовець, О. В.; Войтишина, Д. Й. Наук. ред.: Й. В. Гриб, В. В. Сондак; Національний ун-т водного господарства та природокористування, Інститут гідробіології НАН України. Волинські обереги, Рівне, 2007. 1-630. ISBN 978-966-416-118-0.
- Щербуха, А. Я. 2013. Риби України = The Pisces of Ukraine: монография. Київ: Видавництво Раєвського, 256 с. : 41 кольор. табл. — (Серія визначників «Природа України»). — Бібліогр.: с. 243—249. — ISBN 978-966-7016-43-2.

Анотація: Книга являє собою ілюстрований атлас для визначення риб фауни України, що містить 218 видів з описами, мапами поширення та зображеннями, об'єднаними у 41 кольорову таблицю. Визначник призначений для школярів-натуралістів, студентів біологічного профілю як посібник для практичних занять, а також для широкого кола любителів природи. (за сайтом бібліотеки ІЗАН).
- Шевченко П. Г., Щербуха А. Я., Пилипенко Ю. В. та ін. Визначник риб континентальних водойм і водотоків України. Навчальний посібник. — 2019. тв/п, 60х84/8. ISBN 978-966-289-306-9.

Анотація (за Каталог видань «Олді+» [Архівовано 5 жовтня 2019 у Wayback Machine.]): У навчальному посібнику викладені матеріали про риб континентальних водойм (водосховищ і озер) та водотоків (річок, каналів і струмків) України, наведено загальну характеристику класів, які об'єднують рибоподібних і риб (зокрема нинішні класи Круглороті та Кісткові риби), подана характеристика їх систематичної організації та особливостей екології. За посібником надається можливість визначати видову приналежність риб внутрішніх водойм і водотоків України, знати основні систематичні групи риб, їх головних, особливо промислово-цінних представників, особливості будови, біології, промислового та господарського значення різних видів і систематичних груп круглоротих і риб".

## Науково-популярні видання

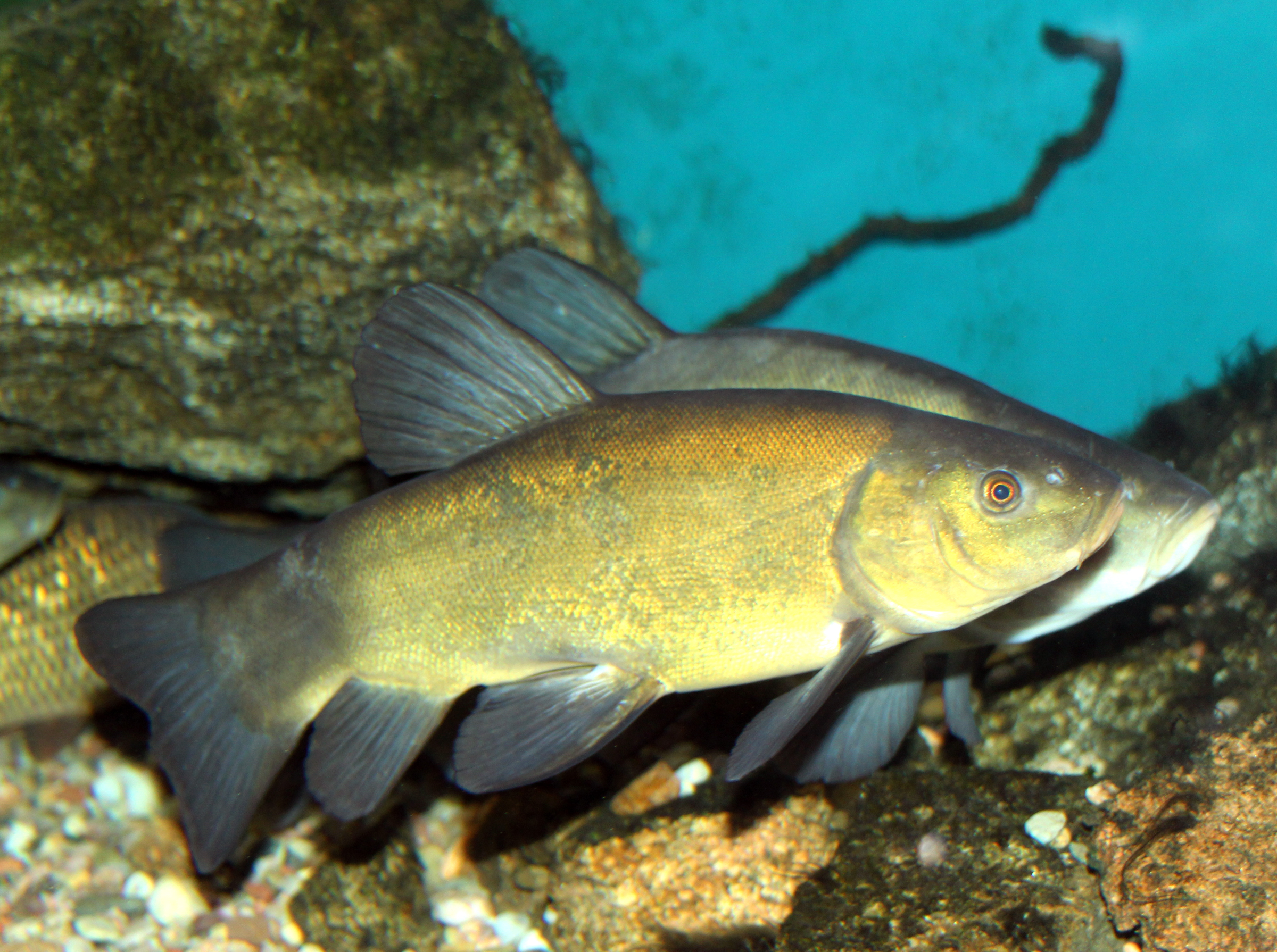
Лин (Tinca tinca) — річкова риба, що стала головним об'єктом на обкладинках науково-популярних видань про риб, підготовлених А. Щербухою.

Книги Анатолія Яковича «Риби наших водойм» та «Аматорська рибалка» є надпопулярними й витримали кілька видань. Серед них є й такі:
- Куркин Б. М., А. Я. Щербуха. Любительское рыболовство. Киев: Издательство «Урожай», 1977.
- Щербуха А. Я. Риби наших водойм. Київ: Радянська школа, 1981. — 176 с. (Файл формата DJVU[недоступне посилання])
- Куркин Б. М., А. Я. Щербуха. Любительское рыболовство. 2-е издание, дополненное и переработанное. Киев: Издательство «Урожай», 1985. (файл [Архівовано 19 жовтня 2019 у Wayback Machine.]).
- Щербуха А. Я. Риби наших водойм. Київ, Радянська школа, 1987. — 156 с.

## Розробки з наукової номенклатури риб

Анатолій Якович став першим іхтіологом періоду Незалежності, який взявся упорядкувати повний список риб фауни України українською мовою. Як виключно україномовний іхтіолог, по суті єдиний такий на той час в академічній іхтіології, він як член комісії з української наукової термінології, що діяла при Інституті зоології НАН України у 2001—2003 роках, упорядкував і підготував такий перелік, який 2003 року було видано у «жовтій» серії зоологічних каталогів, яку на той час видавав Зоологічний музей ННПМ (нині — відділ зоології ННПМ) під редакцією Євгена Писанця.
У підготовленій Анатолієм Яковичем розробці з національної наукової номенклатури риб послідовно дотримано кілька принципів:
- розрізнення назви роду і виду і формування видових назв за принципом біноменізації, як узвичаєно в науковій номенклатурі яка подається латиною (або латинізованими варіантами);
- формування родинних назв як уніномінальних, на основі родових, що тепер прийнято у номенклатурі більшості зоологічних таксонів (приклад — родина «Ікталурові» (Ictaluridae) з типовим родом ікталур (Ictalurus, «канальний сомик»);
- формування контрольних списків фауни з розміщенням видів, родів і родин у порядку родинності, а не алфавітному,
- аргументування використання тих чи інших назв (що по суті до того не робили).

Посилання і повнотекстовий варіант цієї праці викладено на офіційному сайті Національного науково-природничого музею НАН України в розділі «Контрольні списки флори і фауни [Архівовано 19 жовтня 2019 у Wayback Machine.]»:
- Щербуха А. Я. Українська номенклатура іхтіофауни України [Архівовано 19 жовтня 2019 у Wayback Machine.] / За ред. Є. М. Писанця; Зоологічний музей ННПМ НАН України. — Київ: ННПМ, 2003. — 50 с.

Цю працю використано в якості основної при впорядкуванні «Словника української біологічної термінології» (2012).
Див. також: вернакулярна назва тварини

## Наукові статті А. Щербухи
- Щербуха А. Я. 1971. Морфометрична характеристика чорноморського ската морського кота — Dasyatis pastinaca (L.) (Pisces, Dasyatidae). Збірник праць зоологічного музею, Вип. 34: 65–68.
- Щербуха А. Я. 1973. До морфо-біологічної характеристики луфара Pomatomus saltatrix (L.) Чорного моря. Збірник праць зоологічного музею, Вип. 35: 55–60.
- Щербуха А. Я. 1976. О таксономической структуре рода Chalcalburnus Berg (Pisces, Cyprinidae) южных морей СССР. Збірник праць зоологічного музею, Вип. 36: 68–77.
- Полтавчук, М. А., Щербуха, А. Я., 1988. Ихтиофауна притоков Десны в рыбохозяйственном кадастре СССР. Вестник зоологии, № 2: 24–30.
- Щербуха А. Я. 1992. Очерк таксономической структуры рода Perca (Osteichthyes, Percidae). Вестник зоологии, № 3: 22–26.
- Щербуха А. Я., 1993. О родстве ископаемых и современных таксонов рода Perca (Osteichthyes, Percidae). Вестник зоологии, № 4: 39–40.
- Жукинский В. Н., Л. И. Вятчанина, А. Я. Щербуха. 1995. Формализованная характеристика ихтиофауны Украины для оценки ее состава и состояния популяции. Гидробиологический журнал, № 4: 17-41.
- Щербуха, А. Я., П. Г. Шевченко, Н. В. Коваль, И. Е. Дячук, В. Н. Колесников. 995. Многолетние изменения и проблемы сохранения видового разнообразия рыб бассейна Днепра на примере Каховского водохранилища. Вестник зоологии, № 1. — С. 22–32.
- Щербуха А. Я. 1999. Природні ареали аборигенних видів риб в Україні. Розбудова екомережі України. Програма розвитку ООН — проект «Екомережі», Київ, 76-79.
- Щербуха, А. Я. 2004. Іхтіофауна України у ретроспективі та сучасні проблеми збереження її різноманіття [Архівовано 19 жовтня 2019 у Wayback Machine.]. Вестнік зоології, № 38 (3): 3–18.

Одна з перших праць дослідника підготовлена й опублікована 1959 року:
- Щербуха, А. Я. 1959. Матеріали до іхтіофауни Дніпровського басейну. Короткий огляд іхтіофауни нижньої течій річки Псьол. Збірник наукових робіт студентів Інституту. Полтавський Державний педагогічний інститут ім. В. Г. Короленка. Полтава, Випуск 1: 16-33. (за сайтом ІЗАН [Архівовано 9 листопада 2019 у Wayback Machine.])

Видано декілька науково-популярних статей, зокрема:
- Щербуха А. Я. Рыбы Украины // Рыболов Украины. — 2002. — № 5. — С. 72–75.
- Щербуха, А. Каховське водосховище // Світ рибалки. — 2008. — № 1. — С. 54-55.